# La cameriera (film)
La cameriera è un film italiano del 1974 diretto da Roberto Bianchi Montero.

## Trama
A sconvolgere la provinciale quiete l'ingresso di una donna di servizio, Maria, sveglia e avvenente ragazza venuta dal Veneto, in casa del barone siciliano Ruggero Petralia, rimasto vedovo di una ballerina francese. Al centro di insistenti attenzioni, la cameriera infiamma i maschi del paese di Taurisano, compresi il suo datore di lavoro e il figlio Massimino, detentori di sani principi e rigide regole sull'integrità fisica della figlia e sorella Cristina, ma liberticidi con tutte le altre donne.
Padre e figlio si contendono il corpo della cameriera Marietta, già occupata, solo in apparenza conciliante alle loro attenzioni.
Intanto, giunge da Brooklyn il mafioso arricchito don Gaetano Calamarà, assieme alla moglie Rosalia e a Connie, pronto a godersi i soldi in patria, nostalgico del suo paese, improvvisamente deceduto per la forte emozione durante il viaggio. L'inaspettato arrivo in una bara di don Gaetano, stupisce il barone che aveva organizzato i festeggiamenti in piazza, nonostante la notizia via "cablo" del suo rientro lo avesse turbato molto.
Le due donne, scaltrite e nient'affatto addolorate, vogliono vederci chiaro sui beni amministrati dal barone al posto del padrino siculo-americano, ormai scomparso.
Il barone chiede in moglie Rosalia, svincolandosi dall'evidenziare ulteriori chiarimenti economici alla vedova. Contemporaneamente, dopo una gita a Gallipoli, il figlio si innamora di Connie decidendo di sposarla. La spregiudicatezza di facili costumi di Connie potrebbe far saltare i piani: il barone è ricattato dalla ragazza, che gli intima di tacere sulla sua condotta morale, se non vuole che la ragazza  denunci i vari ammanchi di cassa procurati da lui ai Calamarà. Il nobile si procura un colpo apoplettico. Alla fine si svolgono così lo doppie nozze dei padroni di casa, mentre l'adorata cameriera è costretta a ripartire con il suo moroso.

## Distribuzione
Presentato alla Commissione di revisione cinematografica, presieduta da Giuseppe Fracassi, il 7 ottobre 1974, ottiene il Nulla osta n. 65.345 del 19 ottobre 1974, ponendo il divieto di visione ai minori degli anni 18 per la presenza di linguaggio scurrile, di atteggiamenti volgari, di nudi femminili contrari al buon costume.
La revisione ministeriale del 15 marzo 2018 ha eliminato il divieto di visione ai minori di 18 anni.

## Altri tecnici
- Aiuto regista: Renzo Girolami
- Ispettori di produzione: Bruno Bagella
- Segretario di produzione: Luigi Giusti
- Segretaria di edizione: Maria Luce Faccenna
- Operatore alla macchina: Paolo D'Ottavi, Enzo Tosi (c.s.c.)
- Fonico: Pietro Spadoni
- Parrucchiera: Luciana Costantini
- Sarta: Valeria Sponsali